# Mikołaj Russocki (1491–1548)
Mikołaj Russocki herbu Korab (ur. 1491, zm. 8 lipca 1548 w Kazimierzu Biskupim) – kasztelan biechowski, starosta łęczycki i rawski.

## Życiorys
Rodzina Russockich pochodziła ze wsi Russocice w Wielkopolsce. Mikołaj był bratem Franciszka, pełniącego urząd kasztelana nakielskiego. Poślubił Annę Lubrańską, córkę Mikołaja Lubrańskiego, wojewody poznańskiego. Z małżeństwa urodziła się córka, która poślubiła Grzegorza Kretkowskiego, wojewodę brzeskokujawskiego.
Należał do dworzan Aleksandra Jagiellończyka. Początkowo na pełnił tam obowiązki chorążego kaliskiego oraz starosty łęczyckiego. Dnia 3 lutego 1511 roku został nominowany na urząd kasztelana biechowskiego. Poseł na sejm piotrkowski 1524/1525 roku z województwa poznańskiego i kaliskiego. W 1534 roku posłował do króla Jana Węgierskiego.
Kłócąc się o posag dla swej żony, zabił jej krewnego, Tomasza Lubrańskiego, kasztelana brzeskokujawskiego. Z tego powodu został wezwany w 1538 roku na dwór królewski, przez Zygmunta I, po czym oskarżony i skazany na banicję przez samego króla. W swych dobrach dziedzicznych posiadał wieś Mostki oraz Kazimierz Biskupi.
8 lipca 1548 roku został zamordowany przed kościołem klasztornym w Kazimierzu Biskupim, przez Stanisława Drzewickiego.  